# Kedaton Timur
Kedaton Timur is een bestuurslaag in het regentschap Ogan Komering Ulu van de provincie Zuid-Sumatra, Indonesië. Kedaton Timur telt 1169 inwoners (volkstelling 2010).